# Dora Riera i Viñals
Dora Riera i Viñals (La Bisbal d'Empordà, 22 de setembre de 1938 - Figueres, 26 de setembre de 1992) fou una pintora i catedràtica de dibuix catalana.
Filla de Victòria Viñals i Quintana i Joan Riera i Roura, tots dos mestres. Germana de la també pintora Maria Victòria Riera i Viñals. Va estudiar magisteri a Girona i posteriorment va anar a estudiar a Barcelona a l'Escola Superior de Belles Arts de Sant Jordi. El 1965 guanyà les oposicions a càtedra d'institut i obtingué la plaça de dibuix a l'Institut Ramon Muntaner de Figueres. Hi va treballar fins al 1980. Al 1966 es casa amb Tomàs Albó amb el que tingué dues filles.
Els viatges també varen formar part de la seva formació i el seu interés, com el viatge de final de carrera que va realitzar a Holanda, a diverses ciutats de l'Estat Espanyol, de França, especialment París, un dels darrers que va fer a Roma.
El 1966, va participar com a jurat del I Premi de pintura "Tina del Port", del II concurs local de dibuix i pintura infantil de Figueres.
Va participar en la III mostra provincial d'art de la Fontana d'Or del 1975, a la 'Trobada de Llicenciats de Belles Arts' a Sitges l'any 1988. Aquest mateix any també va fer un exposició individual a As Pontes (Corunya) Sala O Lar al febrer i al desembre ho va fer també individualment al Col·legi de Professors de Dibuix de Barcelona. A Figueres va fer una exposició a la Sala d'Exposicions de 'La Caixa', el febrer de 1991.